# Rougevin

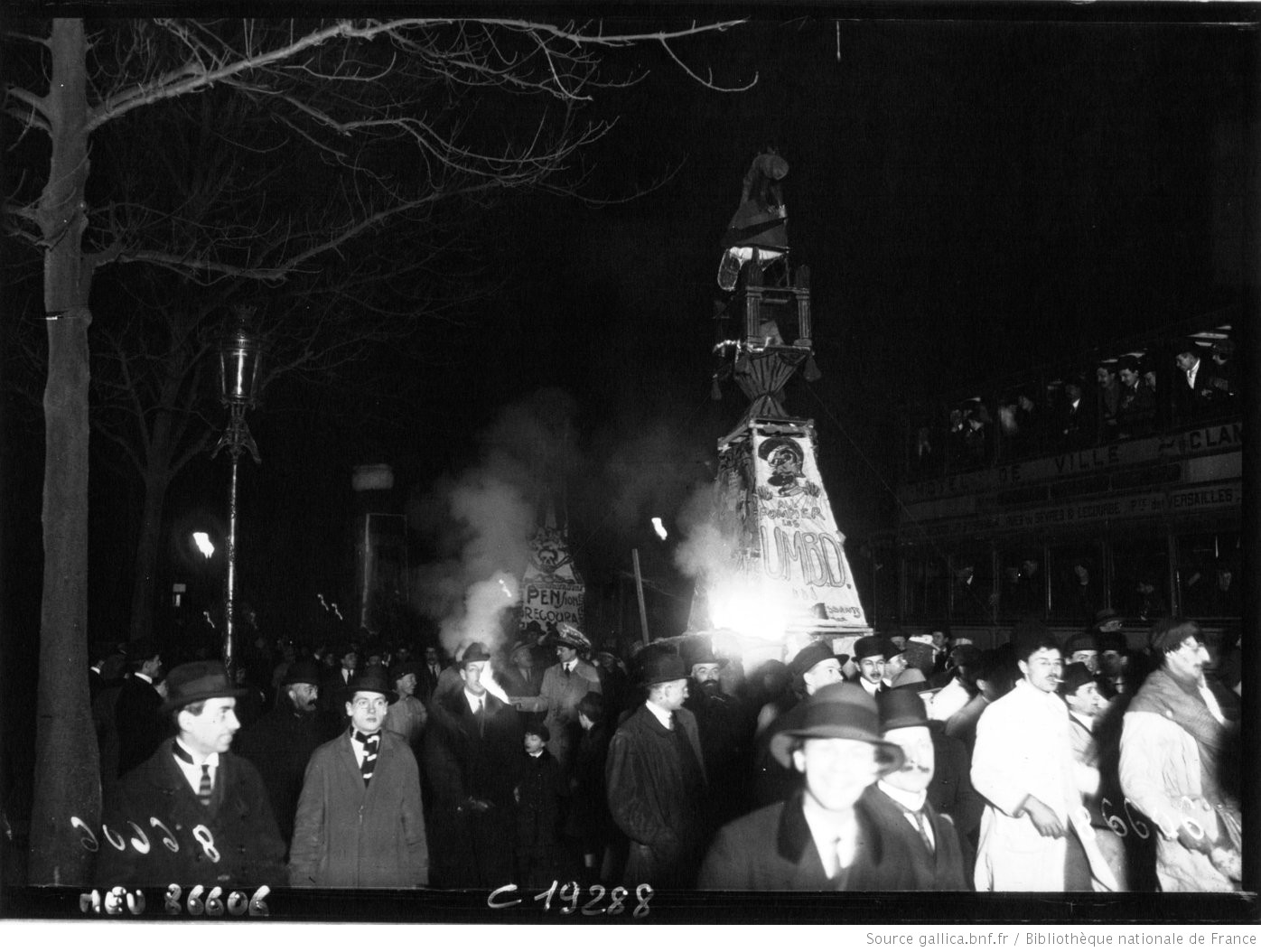
Balade du Rougevin en 1921.

Le Rougevin, aussi appelé Balade (ou Cavalcade) du Rougevin, est une fête traditionnelle des élèves architectes de l'École des beaux-arts de Paris, qui s'est déroulée de 1891 à 1966.
Avec le Bal des Quat'z'Arts et le Gala de la Grande Masse (ou « Bal des Beaux-Arts »), c'est l'une des trois plus importantes fêtes traditionnelles des élèves des Beaux-Arts avant les changements de 1968. Elle consiste en une course de chars attelés à bras depuis la Cour d'honneur de l'École des beaux-arts jusqu'à la place du Panthéon où ils finissent dans un grand feu de joie.
Cette cavalcade et l'embrasement qui s'ensuivait était très populaire et toujours attendue par les habitants du quartier. Une foule nombreuse et enthousiaste se regroupait sur la place du Panthéon en attendant les chars du Rougevin.

## Historique

### Origine du nom
Le nom du cortège du « Rougevin » vient du prix Rougevin de l'École des beaux-arts, un des plus importants concours de première année. Chaque année le concours d'ornement et d'ajustement de la Fondation Rougevin était ouvert aux élèves architectes de première classe de l'École et s'assimilait aux médailles obtenues sur projets rendus.
Ce prix a été institué en 1857 par Auguste Rougevin (26 mars 1794-31 mars 1878), architecte des Invalides de 1832 à 1859, en mémoire de son fils Auguste-Joseph Rougevin (4 juin 1831-28 janvier 1856), élève architecte de l'École des beaux-arts.
Ce concours du cursus scolaire des architectes a disparu après les réformes de l'enseignement de l'architecture qui ont suivi mai 68.

### Origine de l'évènement

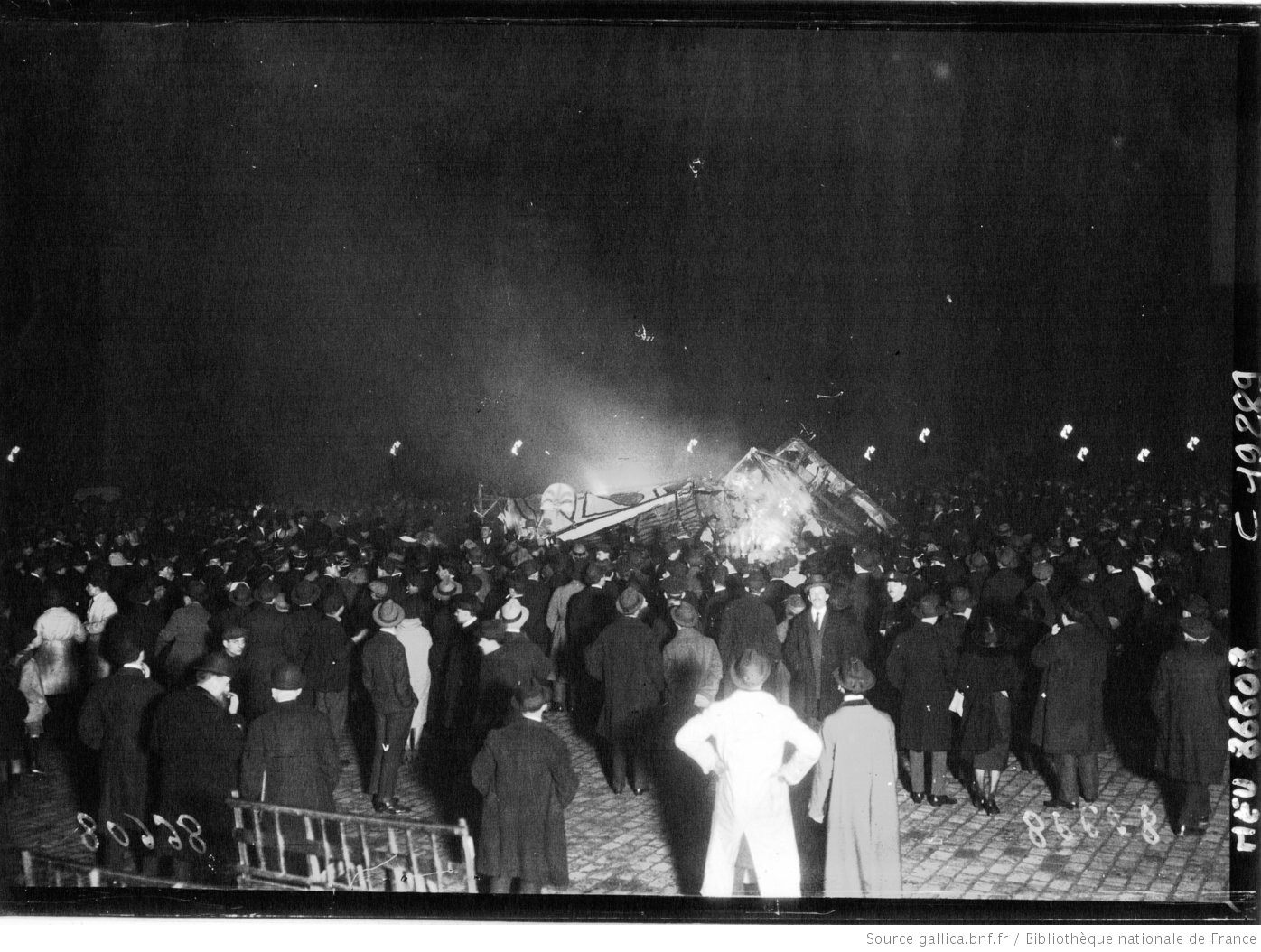
Les chars du Rougevin sont brûlés sur la place du Panthéon (1921).

En 1888, Victor Laloux (1850-1937) se voit confier, à l'École des beaux-arts, l'atelier officiel d'architecture de Jules André (1819-1890) quand ce dernier part pour Rome rendre visite à son fils Pierre, pensionnaire de la villa Médicis. L'enseignement de Laloux remporte alors un franc-succès auprès des élèves.
En 1890, Jules André meurt et l'administration nomme Constant Moyaux (1835-1911) pour lui succéder. Lés élèves mécontents de ce choix, déménagent tout l'atelier en transportant le mobilier place de Furstenberg et se choisissent pour patron Victor Laloux, qu'ils considèrent comme le successeur spirituel de leur grand Maitre. Le moment du concours du Rougevin venu, c'est eux qui remportent les prix (1er prix : Emmanuel Pontrémoli, 2e prix : Eugène Jost), et la charrette qui avait apporté les châssis des projets médaillés « ressort entourée de tous les élèves de l'atelier dans un beau chahut ». Anciens et nouveaux élèves de chez Laloux, « bien groupés et plus ou moins bariolés », entonnent Le Pompier en retournant vers leur atelier, accompagnés d'un tintamarre d'instruments trouvés çà et là. La chanson du pompier, dont les André-Laloux ont été les initiateurs en 1885, deviendra indissociable du Rougevin.
En 1891, les autres ateliers ont l'idée de suivre l'exemple et de se regrouper pour faire cortège à leurs premières années à la descente des loges du concours Rougevin. L'idée est de faire une grande procession qui se promènerait dans le quartier pour finir par un immense feu de joie devant le Panthéon. Cette idée semble simplement renouveler le traditionnel monôme des élèves architectes sortant de loges. Les élèves de l'atelier Laloux (encore eux !) sous la direction de Mayeux et Binet, réalisent un char pour ce cortège : « un immense crocodile de 10 mètres de long, dont les yeux terrifiants étaient 2 ballons en celluloïd, rendus lumineux par des bougies à l'extérieur. Sa gueule rutilante lançait des flammes et machonnait gloutonnement des hareng fumés que lui jetait Pellechet, son barnum. »

### Déroulement

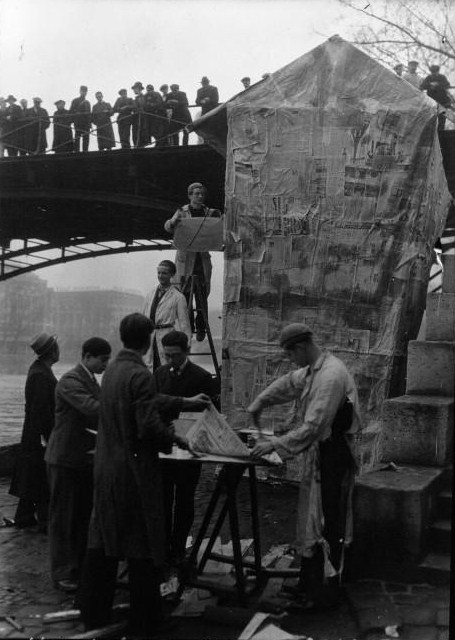
Des élèves des Beaux-Arts construisent un char pour la Balade du Rougevin 1933.

À partir de 1891, cet évènement devient annuel et chaque atelier participant présente son char pour clore les épreuves du concours Rougevin.
Il comporte à chaque fois un thème qui parodie le thème du concours en un cortège funambulesque. Par exemple en 1900, le thème du concours est « Arrière d'un navire ». Du coup les élèves rivalisent d'imagination pour « construire des chars-à-bras sur lesquels s'étayaient carènes et agrès de navires de formes à la fois bizarres et élégantes ».
Les chars du Rougevin, réalisés durant la semaine précédente au bord de la Seine, sont d'abord conduits dans la Cour d'honneur de l'École des beaux-arts où le jury les passe en revue. C'est alors l'occasion pour chaque atelier de se faire remarquer en tirant un feu d'artifice et de faire du bruit en chanson ou en fanfare à partir de la fin des années 1940.
À la nuit tombée, une fois le prix du meilleur char rendu, l'aubade du Pompier est exécutée. Puis après avoir conspué la censure, représentée par le commissaire de police du quartier, les chars partent à l'assaut de la montagne Sainte Geneviève, traînés et escortés par les élèves costumés. Ils font la course jusqu'à la place du Panthéon. Ils sont enfin brûlés devant le Panthéon. Puis tout le monde se disperse pour finir dans les cafés voisins ou les pinces-fesses organisés dans les ateliers.
À partir de 1927, la Grande Masse des Beaux-Arts prend en charge son organisation.
C'est à l'occasion du Rougevin de 1958 qu'a lieu le premier Concours des fanfares des Beaux-Arts. En effet, pour le centenaire (avec un an de retard) de la création du prix Rougevin en 1857, la Grande Masse organise une grande fête et décide de décerner un prix, par concours, à une de ces fanfares qui, depuis leur apparition en 1947 dans différents ateliers, prennent de plus en plus d'importance dans la vie de l'École.
Le dernier Rougevin se déroule en 1966.

### Disparition de la fête
Durant la préparation des chars, les élèves avaient pris l'habitude de réaliser d'immenses pétards avec des grands tubes en carton (type Canson).
Pendant la préparation du Rougevin de 1967, un participant commit l'imprudence de fabriquer un de ces pétards avec un tube métallique de chantier. Le tube explosa et embrasa le char, entrainant d'autres explosions et l'incendie du char. Il se blessa grièvement puis mourut. Deux autres élèves furent également blessés. En conséquence, l'École décida d'annuler le Rougevin cette année-là.
Ce drame et les événements de mai 68 auront raison du Prix Rougevin et de la traditionnelle balade qui l'accompagnait.
On peut voir une représentation du Rougevin dans un dessin de l'artiste Véronique Filozof, Fête du Rougevin à l'atelier (1960).

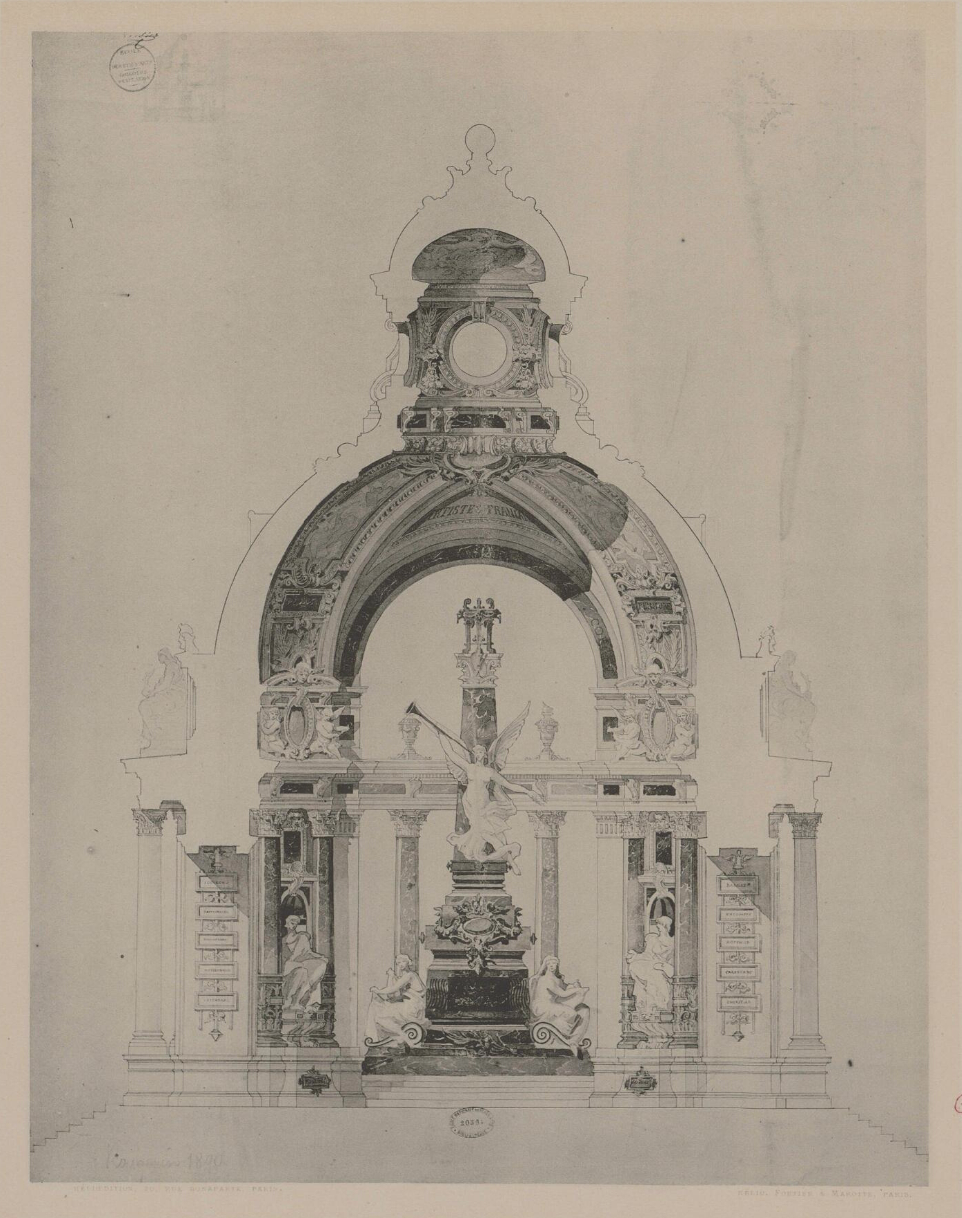
Emmanuel Pontrémoli (1865-1956), 1er prix Rougevin 1890.
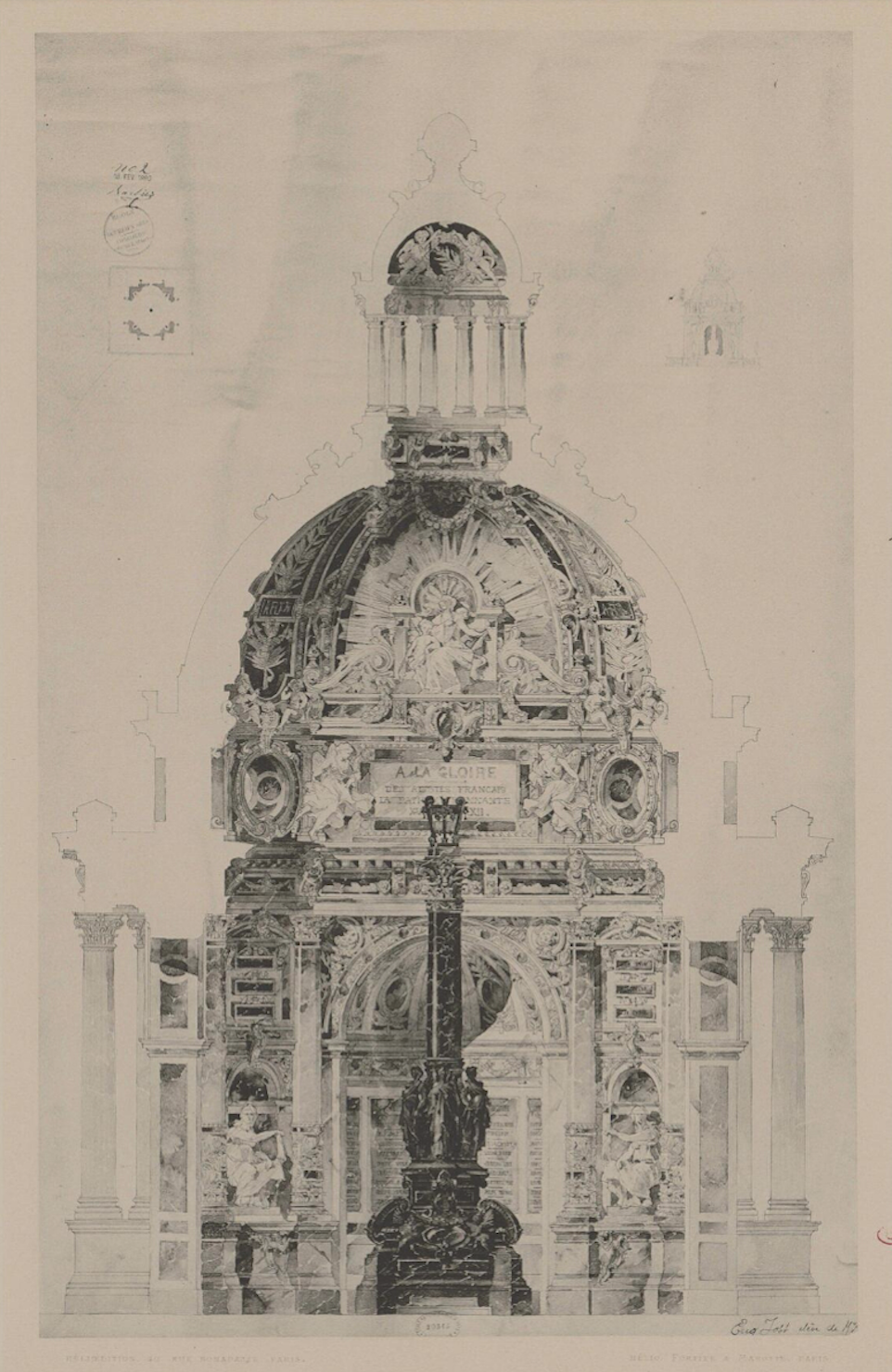
Eugène Jost (1865-1946), 2e prix Rougevin 1890.